# Schleuse Niegripp
Die Schleuse Niegripp, manchmal auch die Neue Schleuse Niegripp genannt, ist eine Binnenschleuse, die seit 1938 die Verbindung der Wasserstraßen des Kanalgebietes östlich der Elbe mit dem Strom selbst herstellt. Sie liegt am Kilometer 0,68 der Bundeswasserstraße Niegripper Verbindungskanal im deutschen Bundesland Sachsen-Anhalt.

## Die Schleuse
Die Schleuse Niegripp wurde nach zweijähriger Bauzeit 1938 zeitgleich mit dem Schiffshebewerk Rothensee dem Verkehr übergeben. Die Fallhöhe in der Schleuse schwankt zwischen 5,20 Meter und minus 1,35 Meter. Grund ist der häufig stark wechselnde Wasserstand der Elbe. Sie wurde deshalb auch mit beidseitig dichtenden Hubtoren versehen, welche eine zusätzliche Dichtung aus Federblech erhielten. Die Schleusentore haben eine bidirektionale Funktionsweise, d. h., es kann sowohl die Elbe- als auch die Kanalhaltung, egal auf welcher Seite das Wasser höher steht, gegeneinander abgewehrt werden. Die Schleusenhäupter bestehen aus Stahlbeton. Die Kammerwände wurden als Stahlspundwände erstellt. Diese Stahlspundbohlen sind seitlich im Bodengrund verankert. Zur Schleuse gehört ein Pumpwerk. Es soll die Wasserhaltung im Kanal zwischen Niegripp und der Schleuse Zerben sicherstellen und den Schleusenverlust ersetzen. Die Schleuse ist in den Elbdeich eingebunden und gewährleistet so den Hochwasserschutz des tieferliegenden Kanalgebietes.

### Geschichte
Im Verlauf des Ihlekanals wurde östlich des Dorfes die Alte Schleuse Niegripp errichtet. Sie wurde in der Zeit von 1865 bis 1872 erbaut und befinden sich etwa 2,60 Kilometer nordöstlich der neuen Schleuse Niegripp. Die Fallhöhe in der alten Niegripper Schleuse wurde durch die wechselnden Wasserstände der Elbe bestimmt. Sie wurde als Kuppelschleuse mit drei Häuptern, also mit zwei hintereinanderliegenden Kammern gebaut. Jede Schleusenkammer hatte eine nutzbare Länge von 47 Metern. Die gesamte Nutzlänge der Schleuse betrug 98,5 Meter, die nutzbare Breite lag bei 8 Meter. Für den Fall von eintretender Wasserknappheit im Kanalgebiet des damaligen Ihlekanals gab es an der alten Schleuse Niegripp in jeder Kammerwand einen Kanal mit Schützen als Verschlussorgane zum Einleiten von Elbwasser in den Kanal.

## Bilder

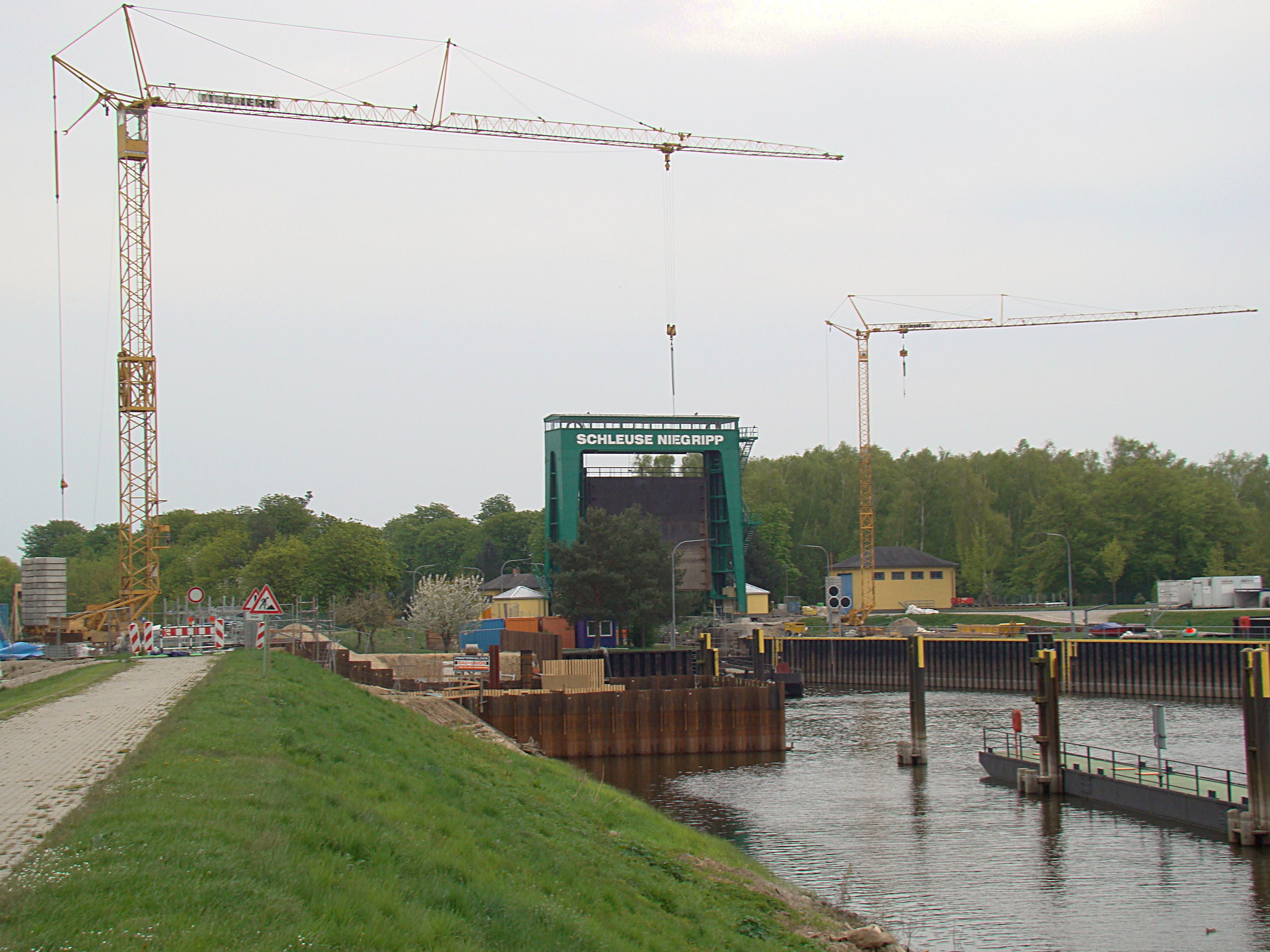
Blick auf die Schleuse vom Elbdeich
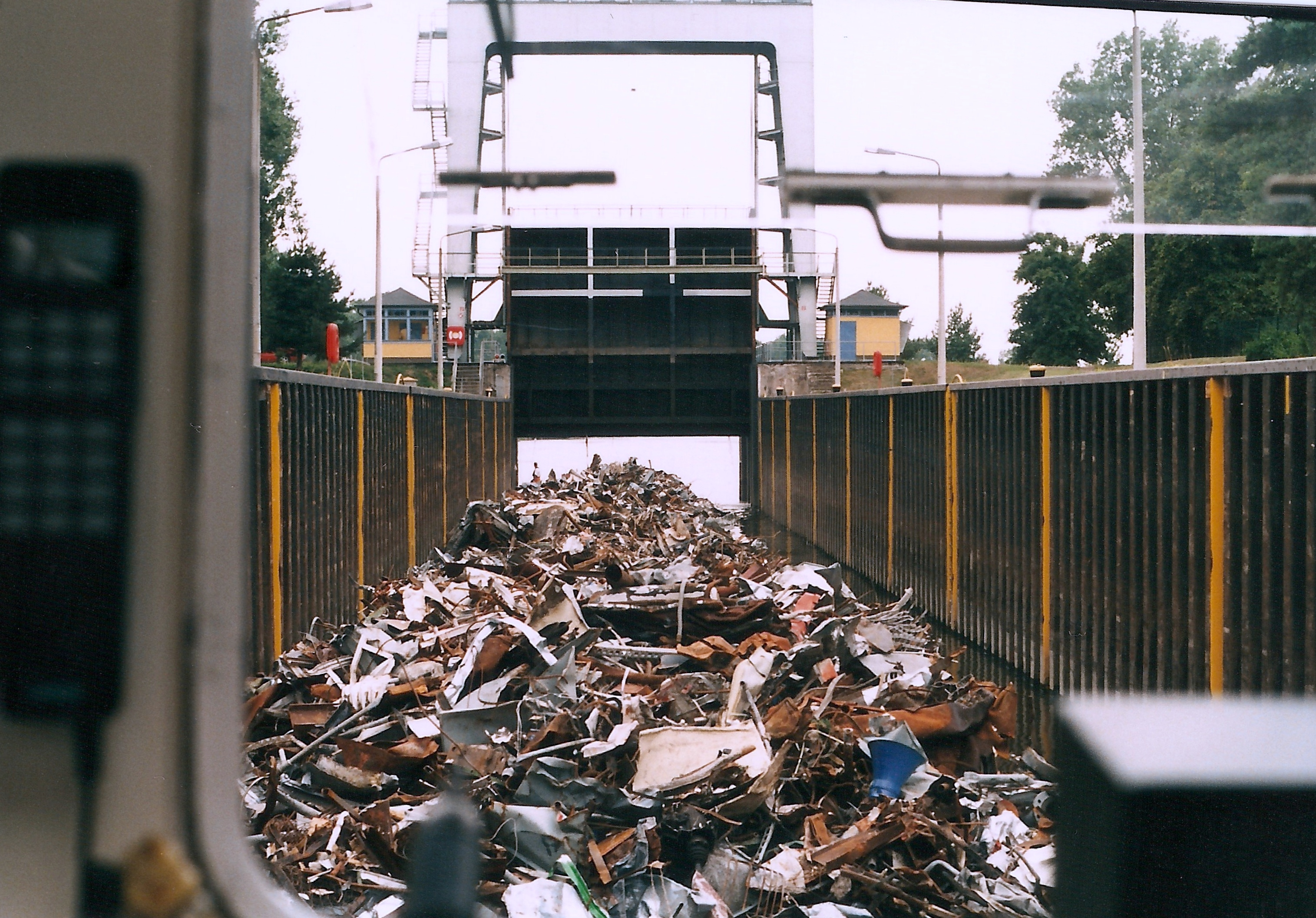
Beladener Schubverband in der Schleuse
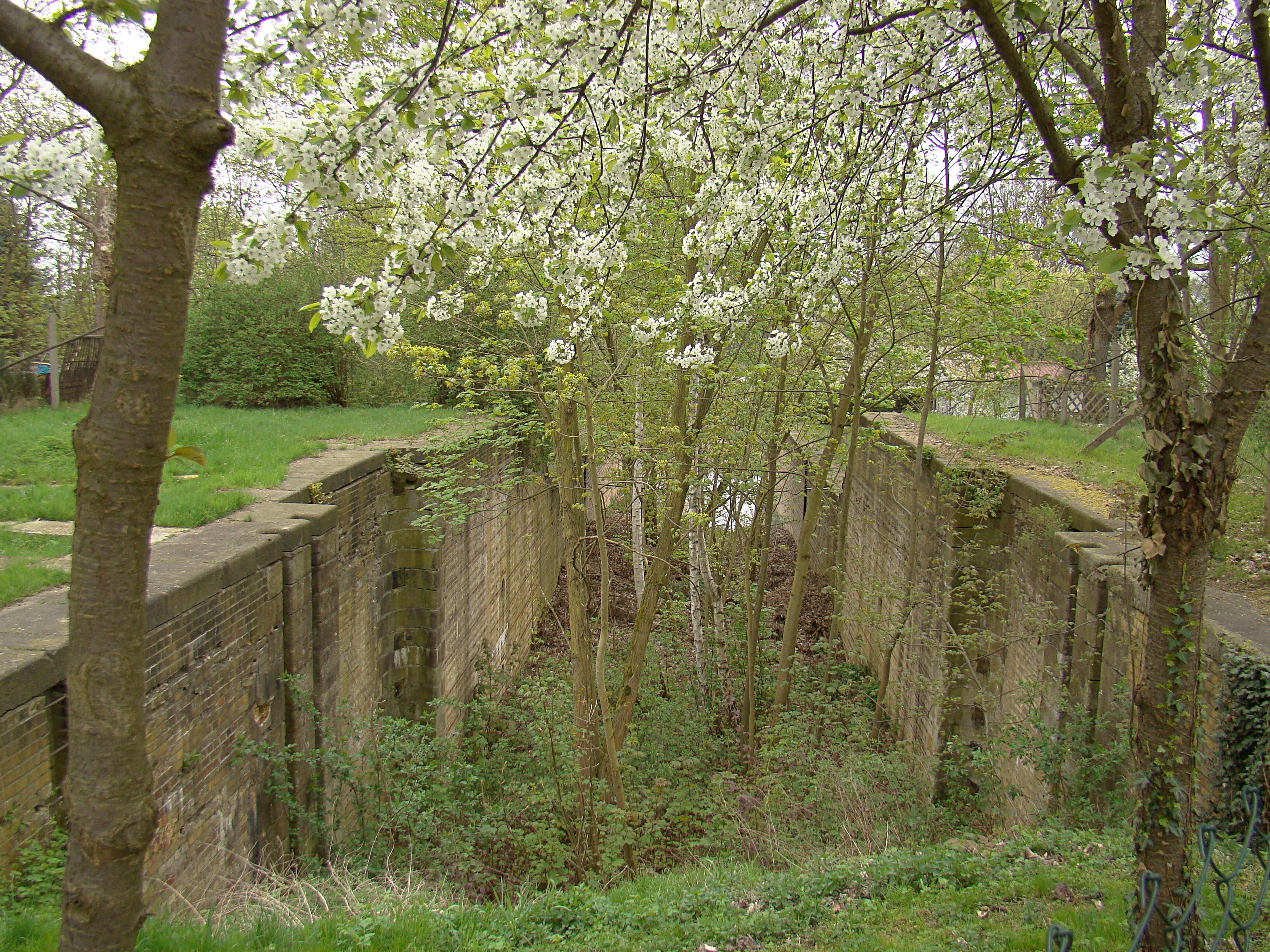
Die Kammer der Alten Schleuse Niegripp

## Karten
- Sportschifffahrtskarten Binnen 1. Nautische Veröffentlichung Verlagsgesellschaft, ISBN 3-926376-10-4.
- W. Ciesla, H. Czesienski, W. Schlomm, K. Senzel, D. Weidner: Schiffahrtskarten der Binnenwasserstraßen der Deutschen Demokratischen Republik 1:10.000. Band 4. Hrsg.: Wasserstraßenaufsichtsamt der DDR, Berlin 1988; OCLC 830889996.